# Olari (Arad)
Olari é uma comuna romena localizada no distrito de Arad, na região histórica da Transilvânia. A comuna possui uma área de 47.67 km² e sua população era de 2057 habitantes segundo o censo de 2007.